# Hans Andresen
Hans Edmund Andresen (ur. 3 października 1927 w Vedbæk, zm. 7 lutego 2014) – duński kolarz szosowy i torowy, srebrny medalista szosowych mistrzostw świata

## Kariera
Największy sukces w karierze Hans Andresen osiągnął w 1954 roku, kiedy zdobył srebrny medal w wyścigu ze startu wspólnego amatorów podczas szosowych mistrzostw świata w Solingen. W zawodach tych wyprzedził go jedynie Belg Emiel Van Cauter, a trzecie miejsce zajął Holender Martin van der Borgh. Był to jednak jedyny medal wywalczony przez Andersena na międzynarodowej imprezie tej rangi. W 1950 roku został mistrzem Danii wśród amatorów, w 1955 roku zwyciężył w Tour d’Egypte, a w 1953 roku zajął drugie miejsce w klasyfikacji generalnej Wyścigu Pokoju. Trzykrotnie zdobywał medale mistrzostw krajów nordyckich, w tym złoty w wyścigu drużynowym w 1951 roku. W 1948 roku wystąpił na igrzyskach olimpijskich w Londynie, gdzie był piąty w torowym wyścigu tandemów. Na rozgrywanych cztery lata później igrzyskach w Helsinkach był dziewiąty w wyścigu ze startu wspólnego oraz szósty w wyścigu drużynowym. Jako zawodowiec startował w 1956-1961.